# Zizhong
Zizhong léase Zi-Zhóng (en chino simplificado, 资中县; pinyin, Zīzhōng xiàn) es un condado bajo la administración directa de la ciudad-prefectura de Neijiang. Se ubica en la provincia de Sichuan, centro-sur de la República Popular China. Su área es de 1734 km² y su población total para 2010 fue más de 1 millón de habitantes.

## Administración
El condado de Zizhong se divide en 33 pueblos que se administran en 31 poblados y 2 villas.